# Senna Ušić
Senna Ušić est une ancienne joueuse de volley-ball croate née le 14 mai 1986 à Zagreb. Elle mesure 1,92 m et jouait au poste de réceptionneuse-attaquante. Elle a totalisé 60 sélections en équipe de Croatie.

## Clubs
| Club                        | De        | À         |
| --------------------------- | --------- | --------- |
| AZENA Velika Gorica         | 1997-1998 | 2004-2005 |
| Sirio Perugia               | 2005-2006 | 2006-2007 |
| Pioneer Red Wings           | 2007-2008 | 2007-2008 |
| Pallavolo Cesena            | 2008-2009 | 2008-2009 |
| Robursport Volley Pesaro    | 2009-2010 | 2010-2011 |
| Eczacıbaşı İstanbul         | 2011-2012 | 2013-2014 |
| Shanghai Volleyball         | 2014-2015 | 2014-2015 |
| Pallavolo Scandicci         | fév 2015  | mai 2015  |
| Shanghai Volleyball         | 2015-2016 | 2015-2016 |
| Azzurra Volley San Casciano | jan 2016  | mai 2016  |

## Palmarès

### Équipe nationale
- Championnat d'Europe des moins de 18 ans
  - Vainqueur : 2003.

### Clubs
- Ligue des champions
  - Vainqueur : 2006.
- Coupe de la CEV
  - Vainqueur : 2007.
- Championnat d'Italie
  - Vainqueur : 2007, 2010.
- Coupe d'Italie
  - Vainqueur : 2007.
- Supercoupe d'Italie
  - Vainqueur: 2009, 2010.
- Championnat de Turquie
  - Vainqueur : 2012.
  - Finaliste : 2013.
- Coupe de Turquie
  - Vainqueur : 2012.
  - Finaliste : 2013.
- Supercoupe de Turquie
  - Vainqueur: 2011, 2012.
- Championnat de Chine
  - Finaliste : 2015.

### Distinctions individuelles
- Championnat d'Europe féminin de volley-ball des moins de 18 ans 2003: Meilleure réceptionneuse et MVP.
- Championnat du monde de volley-ball féminin des moins de 18 ans 2003: Meilleure marqueuse et meilleure réceptionneuse.